# ロバート・パリッシュ (映画監督)
ロバート・パリッシュ（Robert R. Parrish, 1916年1月4日 - 1995年12月4日）は、アメリカの映画編集者、映画監督、俳優（子役）。

## 生涯
ロバート・パリッシュは、工場の出納係をしていた父ゴードン・R・パリッシュと母ローラ・R・パリッシュの子供として生まれた。1920年代の中頃、家族はジョージア州からロサンゼルスに引っ越した。そこでパリッシュと姉妹のビバリー、ヘレンは俳優の仕事を得て、以後それを続けることになった。1927年、ロバート・パリッシュは『Our Gang』という短編映画で銀幕デビューを飾った（ちなみに、母ローラも女優で1940年代に2、3本の映画に出演した）。さらに、ロバートは反戦映画『西部戦線異状なし』（1930年）、チャールズ・チャップリンの『街の灯』（1931年）、そしてジョン・フォード監督の何本かの映画に出演した。
1936年、そのフォードがパリッシュを『メアリー・オブ・スコットランド』で「編集助手」に、さらに3年後の『若き日のリンカーン』では今度は「サウンド・エディター」にそれぞれ起用した。パリッシュは両方の仕事を、『モホークの太鼓』（1939年）『怒りの葡萄』（1940年）といったフォード作品でこなしていった。
1947年、パリッシュは「編集」として一本立ちした最初の作品で、アカデミー編集賞を受賞した。ロバート・ロッセン監督のハイ・テンポなボクシング映画『ボディ・アンド・ソウル/背信の王座』である。さらにその2年後にも、同じくロッセンの政治ドラマ『オール・ザ・キングスメン』で（アル・クラークとともに）アカデミー賞にノミネートされた。
パリッシュはその技術的才能で、多くの秀作映画に貢献した。そして、1951年、復讐をテーマとしたメロドラマ『犯人を逃がすな』（日本未公開）で監督デビューを果たした。以降、立て続けに映画を撮り続けたが、結果はまちまちだった。1967年には、異色のジェームズ・ボンド映画『007 カジノ・ロワイヤル』を、ジョン・ヒューストンら5人で共同監督した。パリッシュの最後の映画はフランス人監督ベルトラン・タヴェルニエと共同で監督した『Mississippi Blues』（1983年）である。

## 主な監督作品
- スパイ Rough Shoot (1952) ジョエル・マクリー主演。
- 紫の平原 The Purple Plain (1954) グレゴリー・ペック主演。
- 海の荒くれ Fire Down Below (1957) リタ・ヘイワース主演の海賊映画。製作は本家ジェームズ・ボンド映画のアルバート・R・ブロッコリ。
- 西部の旅がらす Saddle the Wind (1958) ロバート・テイラー主演の西部劇。脚本はロッド・サーリング。パリッシュはテレビドラマ『トワイライト・ゾーン』も演出している。
- フレンチ・スタイルで In the French Style (1963) ジーン・セバーグ主演。
- 渚のたたかい Up from the Beach (1965) クリフ・ロバートソン主演。
- 007 カジノ・ロワイヤル Casino Royale (1967)
- 無責任恋愛作戦 The Bobo (1967) 『カジノ・ロワイヤル』に続いてピーター・セラーズ主演。
- 太陽を盗め Duffy (1968) ジェームズ・コバーン主演の犯罪アクション。
- 決死圏SOS宇宙船 Doppelgänger (1969)
- 荒野のライフル A Town Called Hell (1971) ロバート・ショウ主演の西部劇。
- マルセイユ特急 The Marseille Contract (1974) マイケル・ケイン主演。
- Mississippi Blues（1983年）